# Perissandria eugrapha
Perissandria eugrapha är en fjärilsart som beskrevs av Charles Boursin 1964. Perissandria eugrapha ingår i släktet Perissandria och familjen nattflyn. Inga underarter finns listade i Catalogue of Life.